# 佛郎機砲
佛郎機砲，又稱「弗朗基火炮」或「佛狼机炮」，簡稱「佛郎機」或「佛朗機」，是中國於明代嘉靖時期由葡萄牙人（明朝时統称其為「佛郎機」）傳入的一種早期後裝式滑膛加農炮。
佛郎機砲與當時一般火砲之差異在於其「子母砲」設計；使用前得预先將開砲一次所需的彈藥裝於子砲中，開火後直接將使用後的子砲从母砲后部提出，再填裝進新子砲，如此便可減去填装火藥、清理炮筒所需時間。

## 歷史
1517年，明海道副使汪鋐等南疆海防官员们，第一次见到葡萄牙人使用的这种新式火炮，深感其威力巨大，于是上奏请求加强军备。葡萄牙的迪奧戈·卡爾沃船上華人楊三為天主教徒，教名伯多祿(Pedro，又譯彼德羅)，會配製火藥、鑄銃。正德十六年(1521年)2—3月，汪鋐命東莞縣白沙巡檢何儒與楊三聯絡，仿製佛郎機銃。1521年屯門海戰中，汪鋐使用仿制的西式火铳，击退了侵犯广东的葡萄牙人，缴获了20多支大小火铳。明嘉靖元年（1522年），時任廣東巡檢的何儒在泊於當地的葡萄牙商船上看到一種新式火砲，其射程據載為2000尺。1523年茜草灣戰役中，在新会一带海面袭扰的两艘葡萄牙船只被俘获，明军缴获了葡萄牙铸造的新式大炮，于是就用“佛郎机”为之命名。
嘉靖三年（1524年），得其製法：「以銅為之，長五六尺，大者重千餘斤，小者百五十斤，巨腹長頸，腹有修孔。以子銃五枚，貯藥置腹中。發及百餘丈」，造出了第一批原型，當時稱為“佛朗機”。《明世宗实录》提到“中国之有佛朗机诸火器，盖自儒（按 ː 何儒）始也。”當時明朝称西班牙、葡萄牙为“佛朗机”，故以其名称呼这种武器。但《中国火器史》質疑《殊域周咨录》、《明史》、《明世宗实录》、《续文献通考》中记载佛郎機砲传入中国的年代。
根據明代《車銃圖》上的記載，佛郎機砲裝在砲車上移動，放時卸下砲車輪。

## 應用
將佛郎機的子母炮管構造運用在當時的鳥銃上時則稱子母鳥銃或稱掣電銃，掣電銃是由明代火器專家趙士楨首先研製出來。

### 欧洲的佛郎机
- 法尔康特 : 口径5厘米，炮长1.63米，重102千克。约制成于葡萄牙国王曼努埃尔一世时期。

## 圖集
- 明代青銅佛郎機砲
- 明代青銅佛郎機流星砲
- 嘉靖二十四年（1545年）造的銅製佛郎機砲
- 《車銃圖》中記載的「百子佛郎機」及其砲車與子砲（左半頁）
- 日本大名主織田信長後膛佛郎機砲

## 另見
- 掣電銃